# Dumas Boys of GTP
Dumas Boys of GTP – ghański klub piłkarski grający niegdyś w ghańskiej pierwszej lidze, mający siedzibę w mieście Tema.

## Sukcesy
- Puchar Ghany[1]:
  - zwycięzca (1): 1976

## Stadion
Domowe mecze klub rozgrywa na stadionie o nazwie Tema Sports Stadium w Temie. Stadion może pomieścić 5000 widzów.

## Reprezentanci kraju grający w klubie
Stan na styczeń 2023.
| - Isaac Acquaye | - William Klutse |